# Kleindrinhausen
Kleindrinhausen ist ein Ortsteil im Stadtbezirk Vohwinkel der bergischen Großstadt Wuppertal in Nordrhein-Westfalen/Deutschland.

## Lage und Beschreibung
Die Hofschaft liegt im Wohnquartier Schöller-Dornap westlich von Schöller unmittelbar an der Stadtgrenze zu Mettmann. Er ist der westlichste Ortsteil von Wuppertal. Weitere benachbarte Orte sind Großdrinhausen, Heresbach, Hermgesberg, Estringhausen, Pellenbruch und das zu einem Mettmanner Gewerbegebiet erweiterte Röttgen.
Der Ort liegt in einem von der Bahnstrecke Düsseldorf-Derendorf–Dortmund Süd und der Bundesstraße 7 bzw. der Kreisstraße 17 aufgespannten Viereck. Die so genannte „Wuppertaler Nordbahn“ der Rheinischen Eisenbahn-Gesellschaft ist in diesem Teilabschnitt für den Personenverkehr stillgelegt.
In Kleindrinhausen hat sich unter dem Namen Gut Drinhausen ein Hotel angesiedelt.

## Geschichte
Das benachbarte Großdrinhausen ist als Drenhusen als bergische Hofschaft auf der Topographia Ducatus Montani des Erich Philipp Ploennies aus dem Jahre 1715 verzeichnet. Am Ort verläuft die Alte Kölnische Landstraße vorbei, eine 1065 erstmals erwähnte, bedeutende Altstraße von Köln in das heutige Ruhrgebiet.
Im 19. Jahrhundert war Kleindrinhausen ein Wohnplatz in der Landgemeinde Schöller der Bürgermeisterei Haan (ab 1894 Bürgermeisterei Gruiten) die aus Honschaft Schöller der bergischen Herrschaft Schöller hervorging.
1815 lebten im Umfeld von Drinhausen 210 Menschen. 1888 besaß Kleindrinhausen laut dem Gemeindelexikon für die Provinz Rheinland ein Wohnhaus mit zwölf Einwohnern. Der Ort wird zu dieser Zeit Klein Drinhausen genannt.
Am 1. Januar 1975 wurden die Gemeinde Schöller und der Wülfrather Ortsteil Dornap mit deren Außenortschaften von dem Kreis Düsseldorf-Mettmann abgetrennt und als Wohnquartier Schöller-Dornap nach Wuppertal eingemeindet. Dabei kam auch Großdrinhausen von Schöller zu Wuppertal.